# Liste der Internationalen Meister (Verleihung 1962)

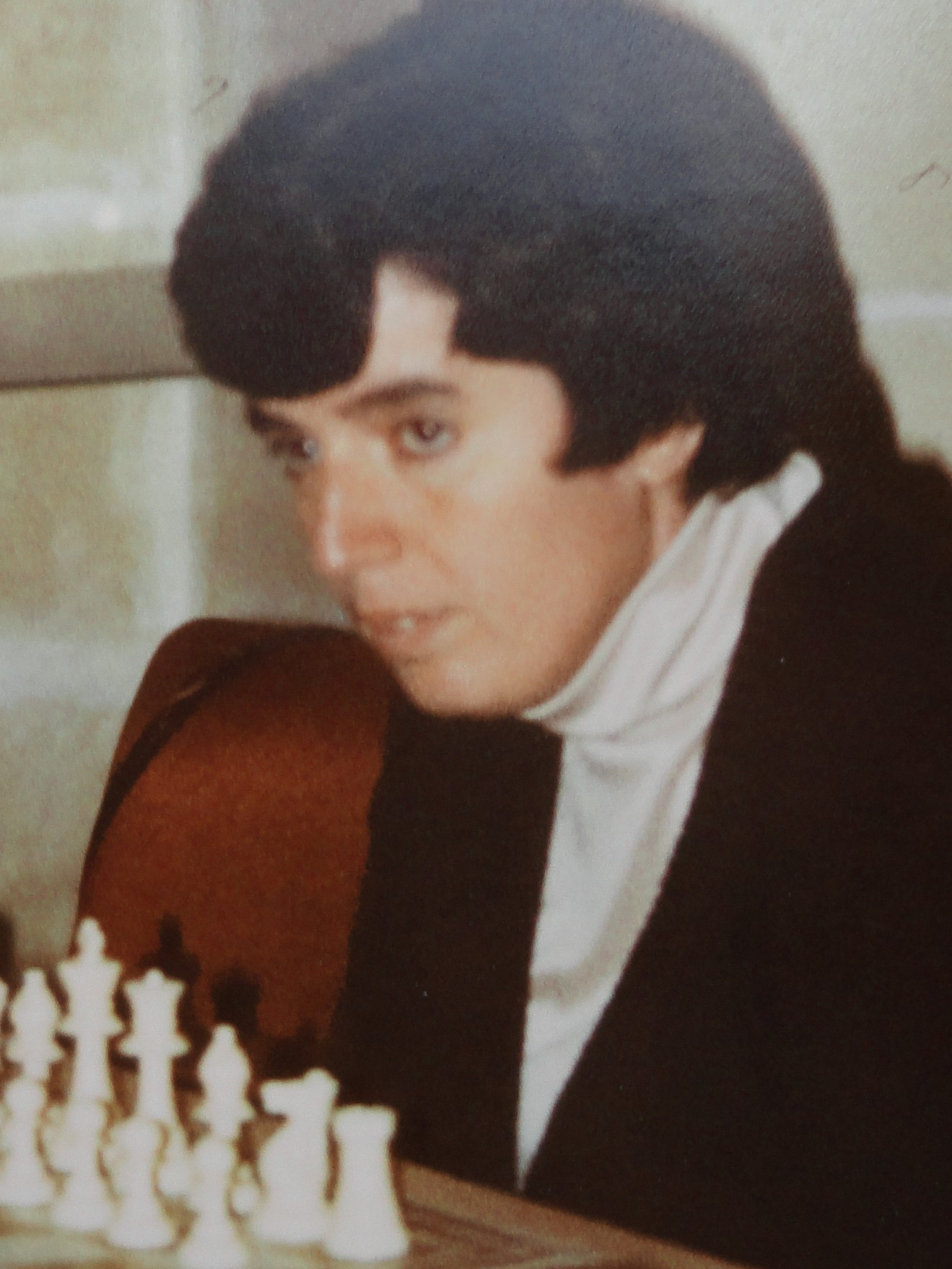
Nona Gaprindaschwili wurde 1978 als erste Frau zum Großmeister ernannt.

Die Liste der Internationalen Meister des Jahres 1962 führt alle Schachspieler auf, die im Jahr 1962 vom Weltschachbund FIDE den Titel Internationaler Meister erhalten haben.
Im Mai 2025 sind mit Nona Gaprindaschwili, Kick Langeweg und Burkhard Malich noch drei der damals 15 geehrten Spieler am Leben. Sieben der 15 Spieler erreichten später den Großmeistertitel (darunter mit Nona Gaprindaschwili die erste Frau, der dieser Titel verliehen wurde), weiteren zwei Spieler wurde später der Titel eines Ehren-Großmeisters verliehen. Nona Gaprindaschwili wurde außerdem 1976 der neu geschaffene Titel einer Großmeisterin der Frauen verliehen.

## Legende
Die Tabelle enthält folgende Angaben:
- Name: Nennt den Namen des Spielers.
- Land: Nennt das Land, für das der Spieler 1962 spielberechtigt war.
- Lebensdaten: Nennt das Geburtsjahr und gegebenenfalls das Sterbejahr des Spielers.
- GM: Gibt für Spieler, die später zum Großmeister ernannt wurden, das Jahr der Verleihung an.
- HGM: Gibt für Spieler, die später zum Ehren-Großmeister ernannt wurden, das Jahr der Verleihung an.
- weitere Verbände: Gibt für Spieler, die früher oder später für mindestens einen anderen Verband spielberechtigt waren, diese Verbände mit den Zeiträumen der Spielberechtigung (sofern bekannt) an. Wechsel zu einem direkten Nachfolgestaat sind nicht berücksichtigt.

## Liste
| Name                  | Land                            | Lebensdaten | GM   | HGM  | weitere Verbände                                 |
| --------------------- | ------------------------------- | ----------- | ---- | ---- | ------------------------------------------------ |
| Johan Barendregt      | Niederlande                     | 1924–1982   |      |      |                                                  |
| Donald Byrne          | Vereinigte Staaten              | 1930–1976   |      |      |                                                  |
| Mato Damjanović       | Jugoslawien                     | 1927–2011   | 1964 |      | Kroatien (ab 1992)                               |
| Péter Dely            | Ungarn                          | 1934–2012   |      | 1999 |                                                  |
| Reinhart Fuchs        | Deutsche Demokratische Republik | 1934–2017   |      |      |                                                  |
| Nona Gaprindaschwili  | Sowjetunion                     | 1941        | 1978 |      | Georgien (seit 1992)                             |
| Alberto Giustolisi    | Italien                         | 1928–1990   |      |      |                                                  |
| Franciscus Henneberke | Niederlande                     | 1925–1988   |      |      |                                                  |
| Károly Honfi          | Ungarn                          | 1930–1996   |      | 1996 |                                                  |
| Vlastimil Hort        | Tschechoslowakei                | 1944–2025   | 1965 |      | BR Deutschland (ab 1986)                         |
| Kick Langeweg         | Niederlande                     | 1937        |      |      |                                                  |
| Levente Lengyel       | Ungarn                          | 1933–2014   | 1964 |      |                                                  |
| Burkhard Malich       | Deutsche Demokratische Republik | 1936        | 1975 |      |                                                  |
| Leonid Schamkowitsch  | Sowjetunion                     | 1923–2005   | 1965 |      | Israel (1975–1978), Vereinigte Staaten (ab 1979) |
| Georgi Tringow        | Bulgarien                       | 1937–2000   | 1963 |      |                                                  |